# Interventismo (economia)
Per interventismo, in politica economica, si intende l'atteggiamento di uno Stato che, oltre a fissare le regole del mercato, mette in pratica attività o interventi che condizionano l'economia con obiettivi diversi, dall'aiuto alla crescita economica e all'occupazione all'aumento dei salari, dall'aumento o riduzione dei prezzi alla promozione dell'uguaglianza e alla riparazione di quelle che il governo considera falle o inefficienze del mercato. È tipico di economie pianificate ed economie miste e non prevista da economie di mercato pure.

## Storia
L'interventismo economico, storicamente sorto in Italia con il fascismo, in genere, è una caratteristica dei governi di ispirazione socialdemocratici e progressisti, che considerano alcune tendenze del mercato negative e dunque da mitigare o correggere, sulla base dell'economia keynesiana. L'interventismo, anche se in casi più rari, è tuttavia operato anche dai conservatori per evitare che il libero mercato possa condizionare le tradizioni nazionali, l'ordine sociale o l'autorità statale.

## Tipi di intervento
Gli interventi sull'economia più comuni nei governi moderni sono le tasse mirate o i crediti d'imposta, leggi sul salario minimo, regole sul condizionamento sindacale, sussidi diretti, supporto o calmieri sui prezzi, quote di produzione o d'importazione, fissazione di tariffe.
Ad esempio, in Giappone, l'Abenomics è una forma d'interventismo con la quale il Primo Ministro Shinzō Abe desiderò ripristinare i precedenti fasti del Paese nel pieno di un'economia globalizzata.